# José Iván González Torres
José Iván González Torres (Santa Cruz de Tenerife, 21 de setembre de 1979) és un futbolista canari, que ocupa la posició de defensa.
Sorgeix del planter del CD Tenerife. A la campanya 98/99 hi debuta a Primera Divisió amb l'equip canari, en partit contra la UD Salamanca i substituint a Jacob, que també havia debutat en eixe mateix encontre. Aquest matx enfrontava dos equips que ja havien perdut la categoria matemàticament, motiu pel qual l'entrenador tinerfeny va donar oportunitats a futbolistes de la cantera. La temporada següent, amb el club canari a Segona Divisió, el defensa no va tenir continuïtat.